# Omar Hasanin
Omar Hasanin (àrab: عمر حسنين, ʿUmar Ḥasanīn) (15 de novembre de 1978) va ser un ciclista sirià, professional del 2008 al 2009. Va participar en la prova en ruta dels Jocs Olímpics de 2012.

## Palmarès
- 2000
  - Campió de Síria en ruta
  - Campió de Síria en contrarellotge
- 2005
  - Vencedor d'una etapa al Tour de l'Azerbaidjan
  - Vencedor d'una etapa al Milad De Nour Tour
- 2006
  - Vencedor de 3 etapes al Tour de l'Azerbaidjan
- 2008
  - 1r a la Volta a Líbia
  - Vencedor d'una etapa al Tour de Java oriental
- 2010
  - Vencedor d'una etapa a la Volta al Marroc
  - Vencedor d'una etapa al Tour of Victory
- 2011
  - Vencedor d'una etapa al Tour de Màrmara